# Великопольский диалект

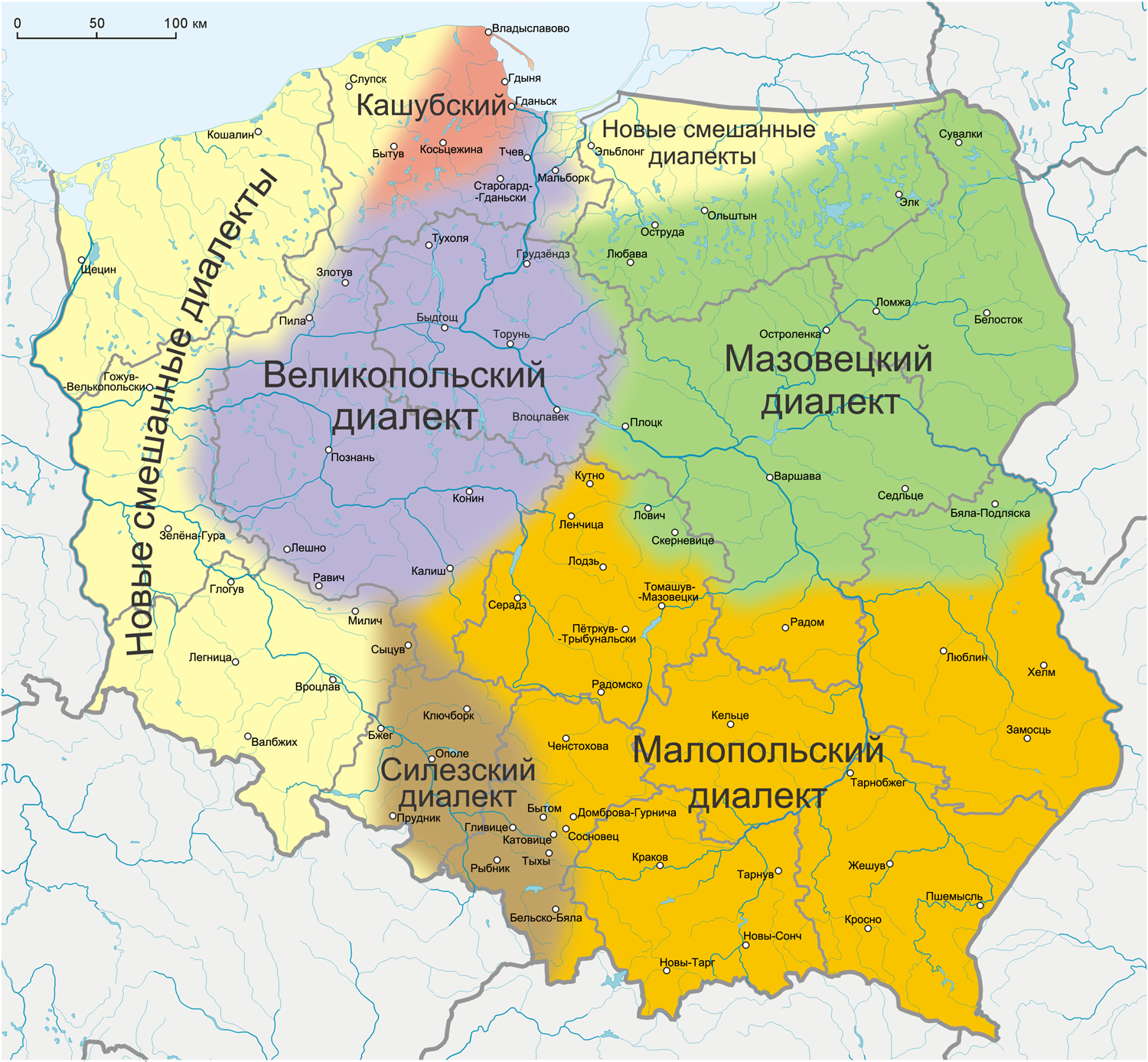
Великопольский диалект на карте диалектов польского языка, составленной на основе работ С. Урбанчика с изменениями и дополнениями

Великопо́льский диале́кт, или великопо́льское наре́чие (пол. dialekt wielkopolski, narzecze wielkopolskie) — один из четырёх генетически восходящих к древнепольским племенным диалектным объединениям основных диалектов польского языка наряду с малопольским, силезским и мазовецким диалектами.
Основой формирования великопольского диалекта был древний диалект племени полян, распространённый в IX веке на территории центральной части исторической области Великой Польши — в бассейне средней Варты в районе Гнезна и Познани. В настоящее время великопольский диалект распространён в северо-западной и центральной частях Польши в таких исторических землях, как Великая Польша (собственно великопольские говоры) и к востоку и северу от неё в Крайне, Борах Тухольских, Кочевье, Хелминской и Добжинской землях, на Куявах, а также в окрестностях Мальборка. Данные земли относятся к территории современных Великопольского и Куявско-Поморского воеводства, а также южных и восточных повятов Поморского воеводства.
Ядро великопольского диалекта — собственно великопольские говоры, в составе которых выделяют центральную, западную, восточную, южную и северную, или палуцкую, группы говоров. К северо-востоку от ареала собственно великопольских говоров распространены также включаемые в состав великопольского диалекта крайняцкие, боровяцкие, кочевские, мальборские, хелминско-добжинские и куявские говоры.
Великопольский диалект выделяется по двум основным фонетическим чертам — отсутствию мазурения и звонкому типу межсловной фонетики (сандхи). Также к чертам великопольского диалекта относятся дифтонгизация бывших долгих ā > åu, ou̯, ou̯; ō > u̯ye, u̯y, ů и начального гласного o- > u̯o, u̯e; различение звуков y и i (с дифтонгизацией y — yi̯, yi̯) в южной части диалектного ареала и смешение y и i на северо-востоке; узкая и высокая реализация носовых гласных по сравнению с литературной нормой (ę как y, ǫ как ų); сильная тенденция к упрощению групп согласных; окончание -ma в форме 1-го лица множественного числа императива; наличие оппозиции флексий -ow- после твёрдых и -ew- после мягких согласных и другие диалектные черты.
Говоры великопольского диалекта взаимопонимаемы с говорами других польских диалектов. На великопольском диалекте отсутствует собственная письменность и литературные произведения, диалект является прежде всего средством устного бытового общения в основном среди лиц старшего поколения, живущих сельской местности.
Великопольский диалект сыграл важнейшую роль в становлении польского языка — в основе сформированного на базе разговорного койне польского литературного языка прежде всего лежат великопольские диалектные особенности (нередко имеющие общепольский характер).

## Вопросы классификации
Границы территории великопольского диалекта и состав включаемых в него говоров в классификациях таких исследователей польских диалектов как К. Нич, С. Урбанчик, К. Дейна и других определяются по-разному. В одной из первых классификаций польских диалектов, составленной К. Ничем и представленной на карте, опубликованной в 1919 году, великопольский диалект (по терминологии карты наречие — пол. narzecze wielkopolskie) представлен в следующих границах: на юге границы проходили в районах Калиша и Коло, на западе — в районе Бабимоста и Веленя, в северной части охватывали территорию исторической области Крайны и западные районы Тухольских Боров. Особо были отмечены говоры в районе Познани, обозначенные как центральное великопольское наречие (пол. narzecze wielkopolskie centralne). Кочевские, мальборские, хелминско-добжинские и куявские говоры были выделены в куявско-хелминско-кочевское наречие (пол. narzecze kujawsko-chełmińsko-kociewskie). Ряд мазуракающих периферийных говоров на западе и на юге были включены в силезское наречие (пол. narzecze śląskie), а говоры между Калишем и Коло — в центральное наречие (пол. narzecze centralne).
Более известной является другая классификация польских диалектов К. Нича, представленная в работе Wybór polskich tekstów gwarowych, в которой ареал великопольского диалекта занимает бо́льшую территорию по сравнению с территорией диалекта на его предыдущей диалектологической карте. Границы великопольского диалекта были расширены на восток за счёт куявско-хелминско-кочевского и центрального наречий, выделенных на карте 1919 года. Великопольский диалект был разделён К. Ничем на следующие диалектные регионы:
- Собственно Великопольша (пол. wielkopolska właściwa):
  - Калиш (пол. kaliskie);
  - Юг (пол. południe);
  - Запад (пол. zachód);
  - Изначальное польско-лужицкое пограничье (пол. pierwotne pogranicze polsko-łużyckie);
  - Центр (пол. centrum);
  - Северо-восточный диалект (пол. dialekt północno-wschodni);
  - Пограничье с Куявами (пол. pogranicze Kujaw);
  - Экспансия в Поморье (Крайна и Боры Тухольские) (пол. ekspansja na Pomorze (Krajna i Bory Tucholskie)).
- Куявская группа (пол. grupa kujawska):
  - Куявы (пол. kujawy);
  - Хелминско-Добжинская земля (пол. ziemia chełmińsko-dobrzyńska);
  - Экспансия в Поморье (Кочевье и Грудзёндз-Вомбжезьно) (пол. ekspansja na Pomorze (Kociewie i Grudziądzkie-Wąbrzeskie)).

В основе классификации К. Нича лежат две фонетические черты — великопольский диалект с наличием мазурения и звонким типом межсловной фонетики (сандхи) противопоставлен малопольскому диалекту с мазурением и звонким сандхи, мазовецкому диалекту с мазурением и глухим типом сандхи и силезскому диалекту, сочетающему звонкое сандхи с отсутствием мазурения на юге и с наличием мазурения на севере ареала.

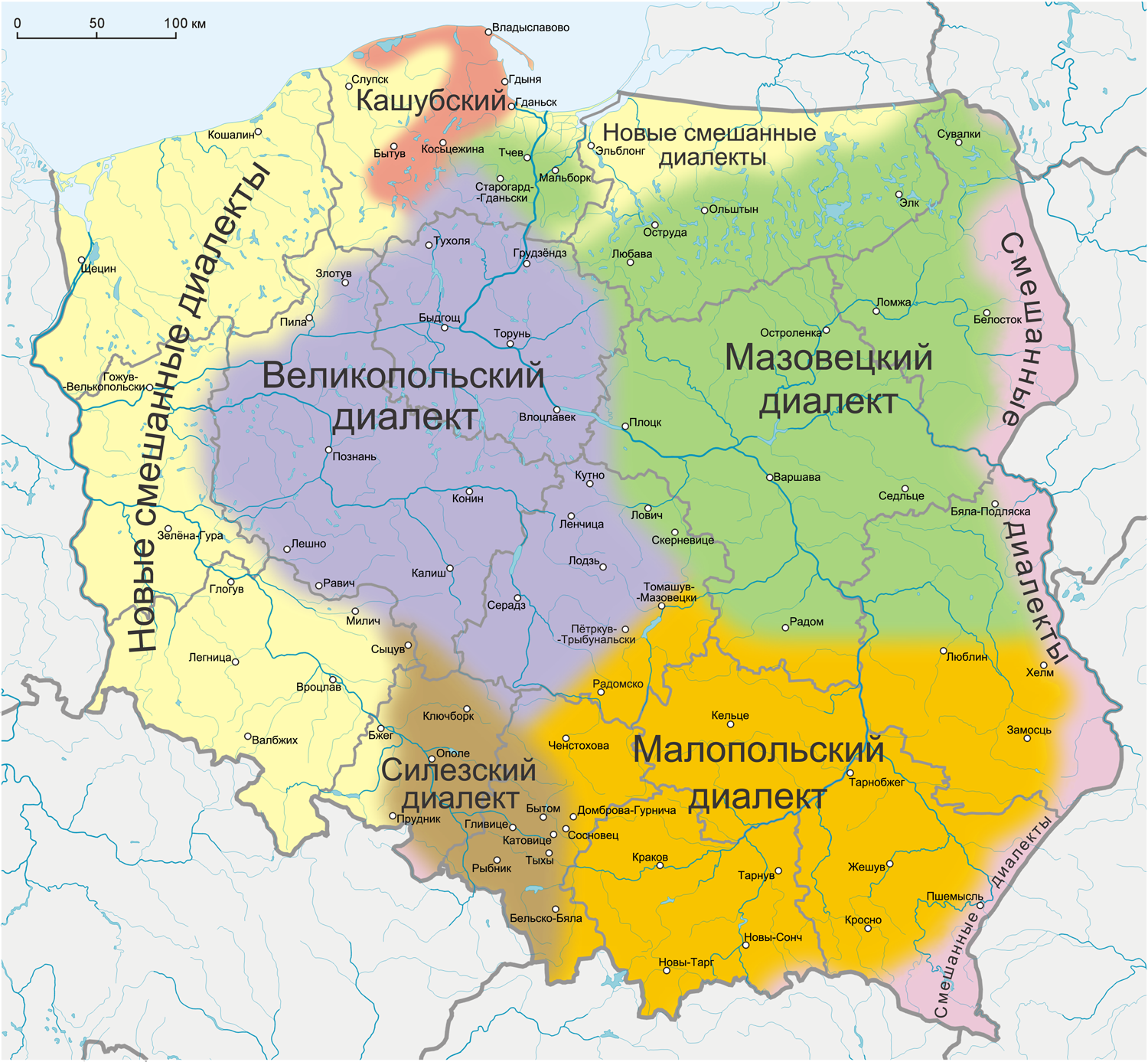
Великопольский диалект на карте диалектов польского языка, составленной на основе работ К. Дейны

Основой классификаций диалектов польского языка, составленных диалектологами после Второй мировой войны, были работы К. Нича. Наиболее известными из них являются классификации С. Урбанчика и К. Дейны. Территория великопольского диалекта на карте С. Урбанчика в целом совпадает с территорией на карте К. Нича, исключение составляют северо-восточные части ареала, которые были расширены С. Урбанчиком за счёт включения в состав великопольского диалекта мальборских и северо-западных немазуракающих говоров (любавских, острудских и варминских), имеются отличия также в составе и границах групп говоров внутри диалекта.
На карте К. Дейны граница великопольского диалекта на севере совпадает с северной границей на карте К. Нича, на юге и востоке великопольского ареала на картах К. Дейны и К. Нича (как и С. Урбанчика), имеются существенные расхождения — у К. Дейны территория великопольского диалекта значительно продвигается в юго-восточном направлении за счёт включения в его состав мазуракающих серадзких и ленчицких говоров (большинством диалектологов относимых к малопольскому диалекту).
В издании «Энциклопедии польского языка» (Encyklopedia języka polskiego, 1991) Мариан Куцала (Marian Kucała) выделил в собственно великопольских говорах четыре диалектных региона: центральновеликопольский (в среднем течении Варты), южновеликопольский (к югу от северной границы Калишского, Острувского, Кротошинского, Гостыньского и Лешненского повятов), западновеликопольский (к западу от Вольштына, Новы-Томысля и Пнев), северновеликопольский (к северу от Медзыхуда и Гнезна). Кроме того к великопольскому диалекту им были отнесены крайняцкие, тухольские, и в широком смысле куявские и хелминско-добжинские говоры.
В третьем томе «Атласа языка и народной культуры Великой Польши» (Atlas języka i kultury ludowej Wielkopolski, 1967) Моника Грухманова (Monika Gruchmanowa) предложила следующее деление великопольского диалектного ареала: центральный диалект, диалект Калиша, южный диалект, западный диалект с говорами польско-лужицкого пограничья, диалект Крайны, северо-восточный диалект, диалект пограничья с Куявами.
Классификацию, сходную с классификацией С. Урбанчика предложил З. Соберайский (Zenon Sobierajski), он также разделил собственно великопольский диалектный массив на пять групп, при этом несколько иначе провёл между группами границы.

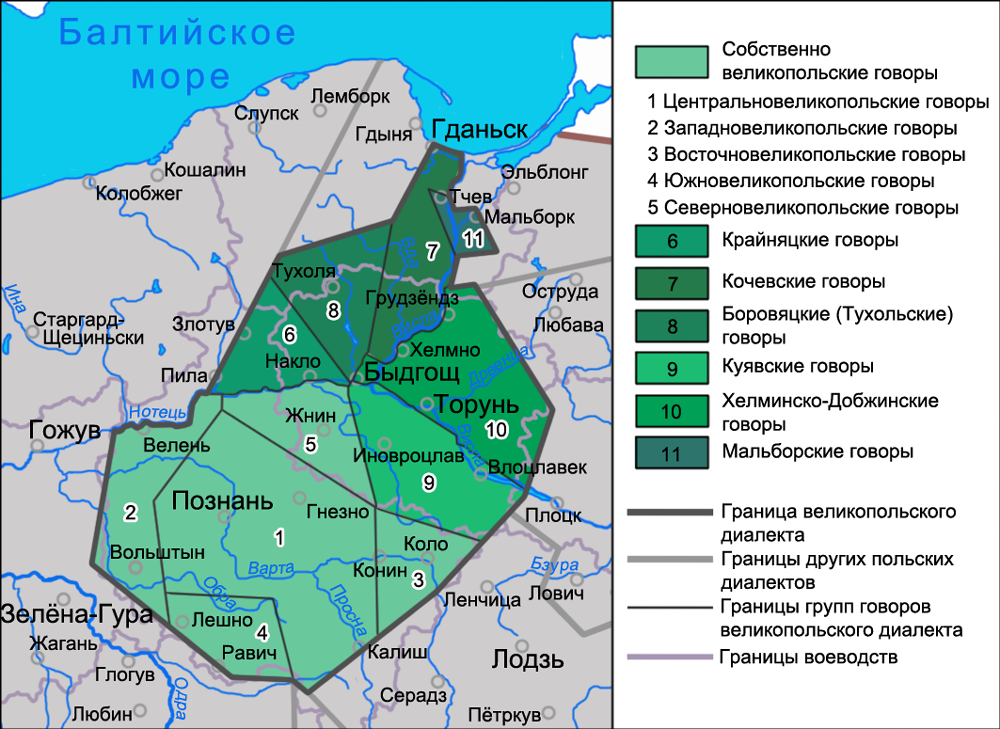
Группы говоров в составе великопольского диалекта

В современной польской диалектологии за основу карты польских диалектов принимается карта С. Урбанчика. Такая карта с некоторыми изменениями и дополнениями представлена в интернет-издании Gwary polskie. Przewodnik multimedialny, согласно которой в состав великопольского диалекта включают следующие говоры:
- Крайняцкие говоры;
- Боровяцкие говоры (говоры Боров Тухольских или тухольские говоры);
- Кочевские говоры;
- Мальборские говоры;
- Хелминско-добжинские говоры;
- Куявские говоры;
- Собственно великопольские говоры:
  - Центральновеликопольские говоры;
  - Западновеликопольские говоры;
  - Восточновеликопольские говоры;
  - Южновеликопольские говоры;
  - Северновеликопольские говоры (говоры Жнина и Шубина или палуцкие говоры).

## Область распространения
Территория великопольского диалекта размещена в северо-западных и центральных районах Польши, полностью охватывает Куявско-Поморское воеводство, почти полностью — Великопольское воеводство, исключая некоторые районы на северо-западе — на границе с Западно-Поморским воеводством, и на юго-востоке — на границе с Лодзинским воеводством, а также южные и юго-восточные районы Поморского воеводства.
С юга ареал великопольского диалекта ограничен линией, проходящей через Коло, Калиш, Острув-Велькопольский, Равич и Бабимост, далее граница проходит через Мендзыхуд до реки Нотець в районе Кшижа. На северо-западе границы великопольского диалекта совпадают с западной границей Крайны, северной границей Тухольских Боров и северной границей Кочевья (достигающей Гданьского залива в устье Вислы), на северо-востоке границы проходят через Мальборк, по восточной границе Хелминско-Добжинской земли и юго-восточной границе Куяв.
Длительное время великопольские говоры граничили на северо-востоке, северо-западе, западе и юго-западе с областью распространения диалектов немецкого языка, вытеснивших с территорий северо-востока и запада современной Польши в ходе германской колонизации говоры прусского языка и славянские поморские, лужицкие и силезские говоры (исключение составляют сохранившиеся славянские говоры кашубского языка, распространённые к северу от ареала великопольского диалекта).
В настоящее время место немецкого языка занимают новые смешанные диалекты польского языка, сформировавшиеся в результате переселения после Второй мировой войны на эти земли поляков и депортации немцев. С востока к территории великопольского диалекта примыкает мазовецкий диалект (его любавские и ближнемазовецкие говоры), с юго-востока — малопольский диалект (его серадзкие и ленчицкие говоры), на крайнем юге великопольский диалект на незначительном участке граничит с говорами силезского диалекта.

## История

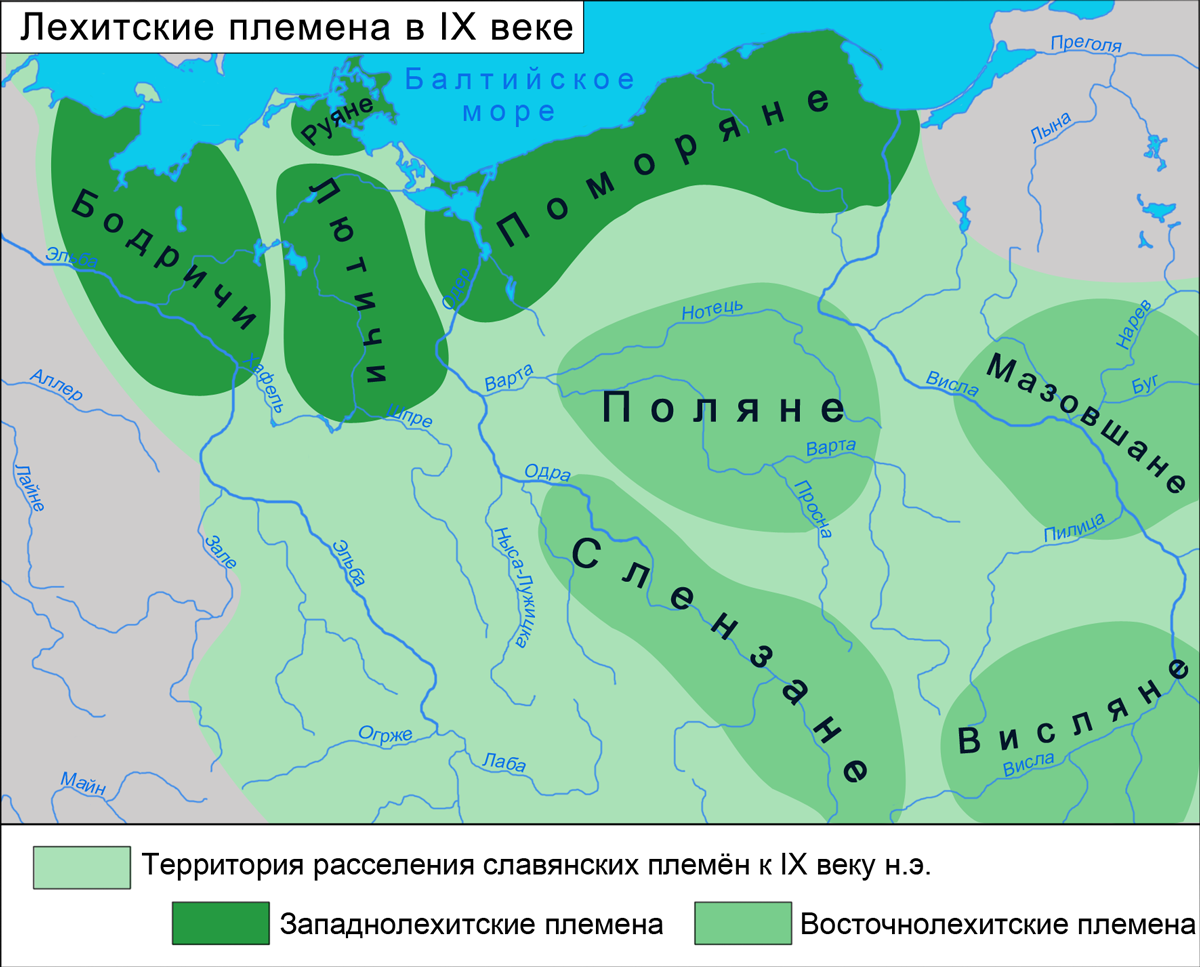
Племя полян на карте расселения лехитских племён в IX веке

Начало формирования великопольского диалекта относится ко времени расселения племени полян на территории Великой Польши (к IX веку поляне занимали территорию в бассейне среднего и нижнего течения Варты и на правобережье Нотеци). Впервые название племени встречается в латинском «Житии святого Войцеха» (997—1002) при определении правителя государства полян Болеслава Храброго как dux Palaniorum («вождь полян»).
Диалект племени полян был близок диалектам вислян и слензан — современные великопольский, малопольский и силезский диалекты объединены такими древними фонетическими чертами, как переход l̥’ > eł перед согласными t, d, s, z, n, r, ł — pełny (польск. литер. pełny «полный»), wełna (литер. wełna «шерсть») и звонкий тип сандхи. В противоположность этим диалектам языковая система диалекта мазовшан характеризовалась наличием перехода l̥’ в oł перед переднеязычными согласными — p’ołny , w’ołna и глухим типом сандхи. Ещё сильнее проявлялись отличия от диалектов полян, вислян и слензан у западнолехитского диалекта поморян (из восточных говоров которого развился современный кашубский язык.

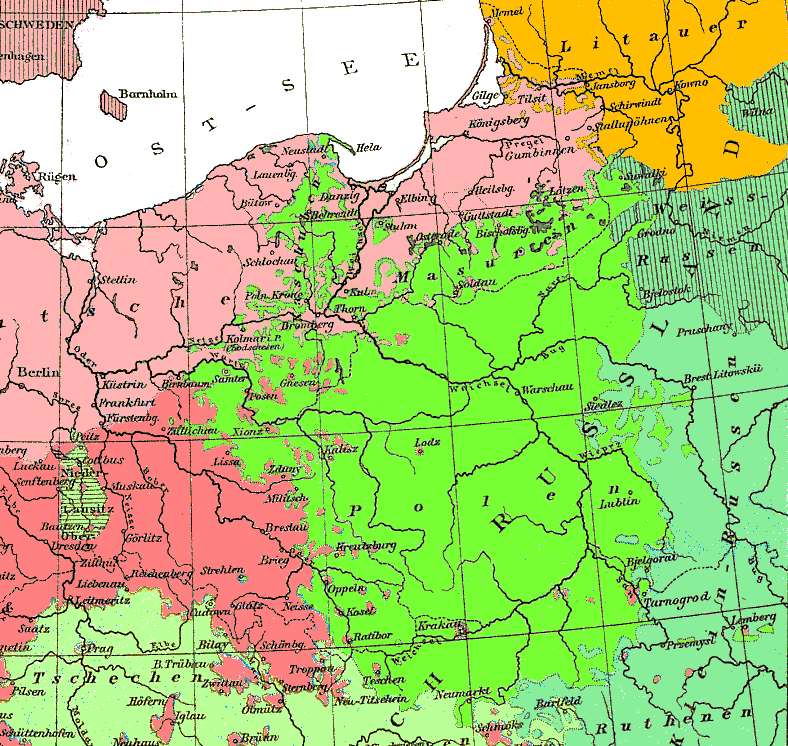
Распространение польского языка в конце XIX века (фрагмент карты, изданной в 1880 году)

К IX веку носители диалекта полян заселяли территорию в среднем течении Варты в районах Гнезна, Острува-Ледницкого, Познани, Геча, Лонда, Крушвицы и, возможно, Калиша. Из этой области поляне расселялись на север от реки Нотець, на восток на правый берег Вислы и на юг в Серадзко-Ленчицкие земли, занимая пределы современной территории диалекта и распространяя великопольские языковые черты. В первых центрах начавшего формироваться с X века польского государства — в Гнезне и Познани — на базе великопольских говоров были заложены основы общенародного культурного диалекта, черты которого в большинстве случаев совпадали с общепольскими. Впоследствии культурный диалект на великопольской основе развился в общенациональный литературный язык к XVI веку, уже с возрастающим влиянием на него малопольского диалекта (в связи с переносом столицы в Краков). При этом в дальнейшем процессе развития литературного языка в ряде случаев сохранялась старая великопольская традиция.
К XIII веку до западных границ Великой Польши расширяются владения Бранденбурга, захватившего Любушскую землю. В разное время часть великопольских областей оказывалась во власти немецких государств — Мальборк, Кочевье, Хелминская земля, Тухольские Боры, часть областей входила в Речь Посполитую. В 1815—1914 годах большая часть Великопольши была включена в состав Пруссии (на карте 1880 года показано распространение немецкого языка в ареале великопольского диалекта, входящего в состав Пруссии), а с 1919 года Великопольша входит в состав польского государства. Обособление от основной польской территории способствовало закреплению в великопольском диалекте местных языковых особенностей. Языковые контакты с носителями немецкого языка способствовали проникновению в говоры великопольского диалекта большого числа немецких лексических заимствований.

## Особенности диалекта
Великопольский диалект характеризует наличие как собственных местных диалектных черт, так и наличие ряда общепольских языковых явлений, а также явлений западнопольского и южнопольского (точнее, юго-западнопольского) диалектных ареалов.

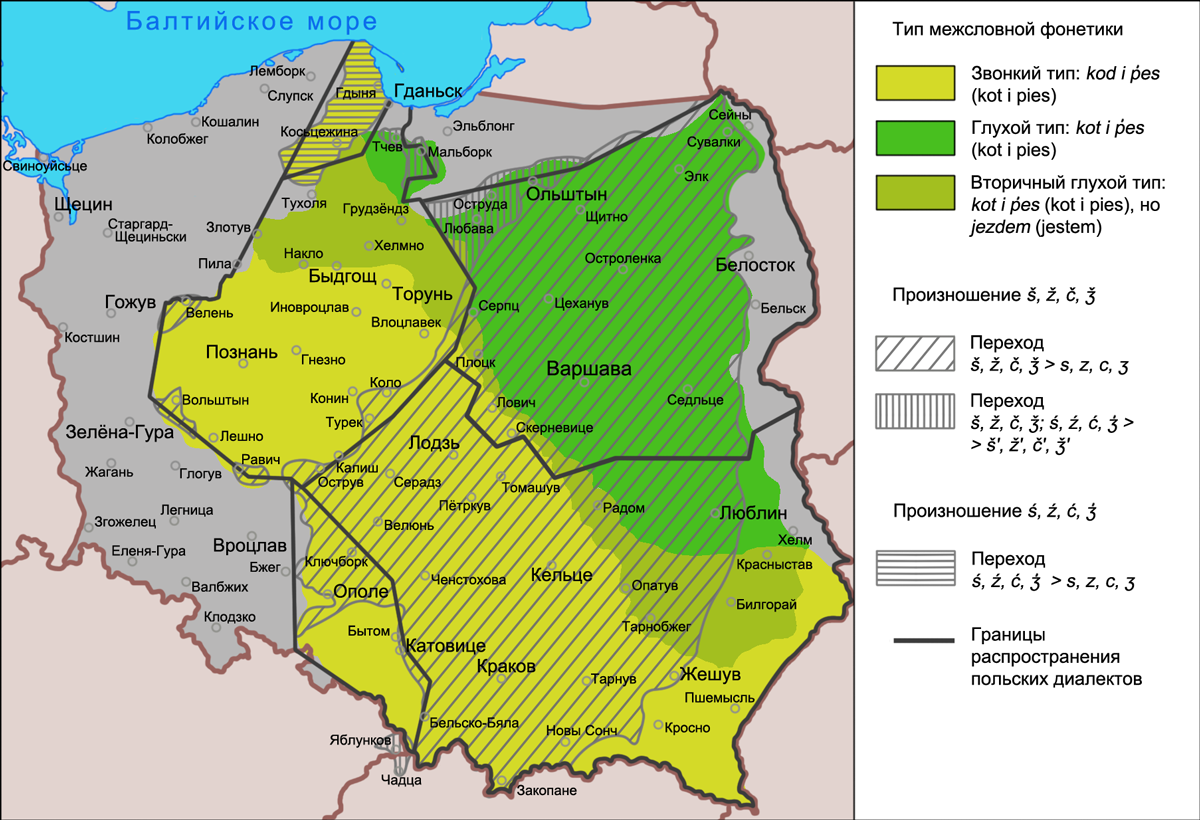
Ареалы звонкого типа сандхи и отсутствия сдвигов в произношении шипящих на территории распространения великопольского диалекта

Говоры на севере и востоке великопольского диалектного ареала в разной степени испытали на себе мазовецкое влияние, для них характерны севернопольские особенности, которые не встречаются в собственно великопольских говорах: в хелминско-добжинских, кочевских, боровяцких (широкое произношение континуанта носового переднего ряда как ą, смешение y и i; асинхронное произношение мягких губных; произношение re на месте ra, je на месте ja; глухой тип внешнего сандхи; произношение f в сочетаниях sf, kf и tf; морфонологический тип в формах прошедшего времени śel’i и другие диалектные черты). Для говоров крайнего запада предполагается лужицкий субстрат (окончания -yg/-ig, -ych/-ich в формах родительного падежа единственного числа прилагательных и местоимений мужского и среднего рода: tyg dobryg chłopa (польск. литер. tego dobrego chłopa «этого доброго крестьянина»), dobrych słowa (литер. dobrego słowa «хорошего слова»), окончание me в форме глагола 1-го лица множественного числа настоящего времени: siedzime (литер. siedzimy «сидим»), местоимения типа icha, ichy, iche: od iche matki (od jego matki «от его матери»), лексема dumbok’i (литер.głęboki «глубокий») и другие черты). Некоторые говоры крайнего юго-запада, характеризующиеся мазурением, возможно, являлись в прошлом частью силезского диалектного ареала. В говорах Крайны и Боров Тухольских отмечаются такое явление, как изменение k’, g’ в ć, ʒ́, известное также кашубскому языку (К. Нич считал говоры данных областей переходными от великопольских к кашубским).

### Западнопольские и южнопольские черты
К явлениям западнопольского диалектного ареала в великопольском диалекте относятся: дифтонги на месте исторических долгих гласных ā, ō; отсутствие мазурения; переход vo в u̯o; наличие оппозиции флексий -ow- после твёрдых и -ew- после мягких согласных.
К южнопольским (точнее юго-западновеликопольским) диалектным чертам относятся: звонкий тип внешнего сандхи; узкое произношение континуанта носового переднего ряда как y; отсутствие смешения y и i; синхронный тип произношения мягких губных; мягкость губного в группе śf’; произношение v в сочетаниях sv, kv и tv; произношение ra, ja в начале слова; сохранение оппозиции kie/ke и gie/ge; морфонологический тип в формах прошедшего времени śal’i, łapal’i; различение dwa и dwie; словообразовательный тип cielę и другие диалектные признаки. Данные признаки характерны прежде всего для центральной Великопольши, на севере ареала великопольского диалекта широко распространены севернопольские диалектные явления.

### Фонетика

#### Вокализм
1. Распространение как дифтонгического, так и монофтонгического произношения континуантов древнепольских долгих и кратких гласных.
  - Дифтонги на месте этимологических долгих гласных ā и ō, дифтонгическое произношение континуанта краткого ŏ в говорах юго-западной части великопольского диалектного ареала. Тенденция к дифтонгизации в данных говорах настолько сильна, что охватывает также и конечный y. На месте ē отмечается монофтонг[8]. Дифтонгическое произношение представлено прежде всего в собственно великопольских, а также в крайняцких и части боровяцких говоров[41]:
    - Гласный на месте ā произносится по-разному в отдельных говорах — как ou̯, ou̯, ou, åu: ptou̯k (польск. литер. ptak «птица»), du̯obrou̯ (литер. dobra «хорошая»), douu̯ (литер. dał «дал»), tråuwa (литер. trawa «трава») и т. п.[42][43]
    - На месте ō представлены u̯ye, u̯y, иногда ů: gu̯yera (литер. góra «гора»), vu̯ys (литер. wóz «воз»), zaniůz (литер. zaniósł «(он) занёс») и т. п.[41][44] В отличие от литературного языка, в котором континуанты u и ó (из ō) совпали в одном звуке, в собственно великопольских говорах данные континуанты различаются: gu̯yera, но kura (литер. kura «курица»).
    - На месте y на конце слова представлен звук yi̯: ftedyi̯ (литер. wtedy «тогда»), tyi̯ (литер. ty «ты») и т. п. Возможны случаи произношения yi̯ в середине слова: ryi̯ba (литер. ryba «рыба»), żyi̯tu̯o (литер. żyto «рожь»)[38][45][46].
    - На месте ē произносится монофтонг y, e (y может произноситься также и после мягкого согласного): duobrygo (литер. dobrego «хорошего»), b’yda (литер. bieda «бедность»), bżyk (литер. brzeg «берег») и т. п.[47]
    - Континуант краткого ŏ представлен как u̯o, u̯o, u̯e: ku̯osa (литер. kosa «коса»), u̯oku̯o (литер. oko «глаз»), u̯e (литер. o «о (предлог)») и т. п.[48]

  - В говорах северо-восточной части великопольского ареала, в частности в куявских, хелминско-добжинских и мальборских, распространено монофтонгическое произношение континуантов долгих гласных[36].
    - На месте ā могут быть представлены как a (в кочевских и мальборских), так и o (в куявских, части хелминско-добжинских и боровяцких): ptok и ptak (литер. ptak «птица»), i̯o и i̯a (литер. ja «я») и т. п.[43]
    - Монофтонг на месте ō отличается узким образованием — произносится как u (в восточной части великопольского ареала), ů, ó (в северо-восточной части великопольского ареала): gura, gůra, góra (литер. góra «гора»), kuń, kóń (литер. koń «конь»), wuz, wůz, wóz (литер. wóz «воз») и т. п.[38][44][49] Как и в литературном языке, в части данных говоров континуанты u и ó (из ō) не различаются: gura (литер. góra «гора») — u на месте ó, и kura (литер. kura «курица») — u на месте u.
    - Отсутствие дифтонга на месте y в северо-восточных великопольских говорах[45][46].
    - На месте ē произносится монофтонг ye или y в крайняцких, боровяцких, кочевских и мальборских говорах: syer (литер. ser «сыр»), śniyeg (литер. śnieg «снег») и т. п.; как y после твёрдых и отвердевших и как i после палатализованных произносится континуант ē на Куявах: syr (литер. ser «сыр»), rzyka (литер. rzeka «река»), но śnig (литер. śnieg «снег»), bida (литер. bieda «бедность»)[47][49].
    - На месте краткого ŏ представлен монофтонг o в боровяцких, хелминско-добжинских и кочевских говорах.

Аналогичная собственно великопольской склонность к дифтонгизации гласных на месте исторических долгих отмечается в говорах северной Силезии и в кашубском языке. В южных говорах силезского диалекта, в малопольском и мазовецком диалектах так же, как и в литературном языке, на месте исторических долгих произносятся монофтонги.
1. Узкое произношение континуантов древнепольских носовых в собственно великопольских говорах и широкое произношение континуанта носового переднего ряда наряду с узким произношением континуанта носового заднего ряда в северных говорах великопольского диалекта[50].
  - Континуант носового переднего ряда в собственно великопольских, куявских и мальборских говорах произносится перед фрикативными как носовой y (yn), ye (yen), перед взрывными и аффрикатами как группа yN[~ 5] (yn, yń, ym), аналогично изменяется e в группе ĕN, совпадая с качеством носового переднего ряда: gynsi (литер. gęsi «гуси»), pynto (литер. pęto «путы»), wszyndzie (литер. wszędzie «везде»), tyn (литер. ten «этот»), ciyemno (литер. ciemno «темно») и т. п.[51]; на конце слова произношение носового как y или e: ciely (литер. cielę «телёнок»), źime (литер. źime «зиму») и т. п.[52] В куявских говорах наряду с носовым y возможно произношение į, в мальборских говорах перед фрикативными носовая артикуляция заменяется средненёбной: gyi̯ś (литер. gęś «гусь»). В крайняцких, боровяцких, кочевских, хелминско-добжинских говорах на месте литературного ę произносится an (ą), перед взрывными как группы ąN, aN, и соответственно e изменяется в a в группе ĕN: gansi (gąsi) (литер. gęsi «гуси»), wystampu (литер. występu «выступления»), kamii̯ań (литер. kamień «камень») и т. п.[53]
  - Континуант носового заднего ряда произносится узко перед фрикативными как ų̊, ǫ или ų, перед смычными и аффрикатами как группы ų̊N, oN или ųN, в сочетании aN представлен гласный, совпадающий по качеству с носовым: ksiųżka (литер. książka «книга»), pu̯orzundek (литер. porządek «порядок»), zumb (литер. ząb «зуб»), sum (литер. sam «сам») и т. п.[51]; на конце слова произношение носового как um, om: widzom (литер. widzą «(они) видят»), chodzóm (литер. chodzą «(они) ходят») и т. п.[52][54] В мальборских говорах перед фрикативными носовая артикуляция заменяется средненёбной: ksiůi̯żka (литер. książka «книга»).

В некоторых говорах великопольского диалекта (в кочевских, южновеликопольских) возможны случаи отсутствия носовых перед фрикативными согласными: wuchać (литер. wąchać «нюхать»), gęsto (литер. gysto «густо»).
Для собственно великопольских говоров характерно асинхронное произношение носовых (консонантный тип ринезма) перед взрывными и аффрикатами и синхронное произношение (вокальный тип) перед фрикативными согласными, совпадающее с произношением носовых в литературном языке.
Узкое произношение континуантов древнепольских носовых гласных представлено в северной части мазовецкого диалекта и в малопольском диалекте (за исключением келецко-сандомерских говоров, в которых носовые утрачены, а также некоторых районов на юго-западе Малой Польши и на средней Висле с широким произношением носового переднего ряда). Широко произносится континуант носового переднего ряда в силезском диалекте (после твёрдых согласных) и в говорах южной части ареала мазовецкого диалекта. В периферийных говорах Кресов носовые гласные отсутствуют.
1. Переход eł в ał (в юго-западных говорах великопольского диалекта), с последующим появлением дифтонга ou̯ на месте ał, связанным с преобразованиями ł > u̯ и дифтонгизацией ā: wou̯na (литер. wełna «шерсть»), pou̯ny (литер. pełny «полный»), kou̯kiou̯ka (литер. kukiełka «куколка») и т. п.[57] Данное явление встречается также в говорах северной Силезии[38][58].
2. Различение y и i в собственно великопольских говорах и неразличение y и i в говорах северо-восточной части великопольского диалекта[11]. Ареал неразличения y и i объединяет территорию северных говоров великопольского диалекта с территорией мазовецкого диалекта. Смешение y и i характерно также для кашубского языка[46][59].
3. Парокситоническое ударение, являющееся общепольской фонетической чертой. Ударение на предпоследнем слоге характерно для польского литературного языка и всех польских диалектов (исключая некоторые говоры на окраинах ареалов силезского и малопольского диалектов)[60].

#### Консонантизм
1. Отсутствие мазурения и любого нарушения в оппозиции трёх рядов s, z, c, ʒ; š, ž, č, ǯ и ś, ź, ć, ʒ́[11]. Исключение составляют некоторые западновеликопольские и южновеликопольские говоры, в которых наличие мазурения объясняется их северносилезским происхождением (в Хвалиме под Бабимостом на западе (хвалимский говор) и в селениях под Равичем на юго-западе (хазацкие говоры) области Великой Польши) или предполагаемым иноязычным (лужицким) субстратом (в Старом Крамско и Новом Крамско под Бабимостом на западе и в селениях веленских мазуров под Веленем на северо-западе области Великой Польши)[39], а также мальборские говоры, в которых распространено явление, близкое мазурению, — яблонкование, или «сяканье» (пол. sziakanie), объединяющее их с мазовецкими немазуракающими говорами (варминскими, острудскими и любавскими)[61]. Отсутствие мазурения (характерное для польского литературного языка, периферийных диалектов и говоров южной Силезии) противопоставляет великопольский диалект мазовецкому, малопольскому, а также говорам северной Силезии[62][63].
2. Звонкий тип межсловной фонетики (сандхи), произношение звонких согласных в конце слова перед начальным гласным или сонорным следующего слова[57][63]: już‿należało (польск. литер. już należało «уже следовало»), laz‿urůi̯s (литер. las urósł «лес вырос»), brzeg‿růvny (литер. brzeg równy «ровный берег») и т. д. Звонкие согласные отмечаются также в сложных формах (в генетических формах перфекта перед личным окончанием, в формах императива и других формах): zaniozem (литер. zaniosłem «(я) занёс»), zawieźma (литер. zawieśmy «завесим»), nieźmyi̯ (литер. nieśmy «понесём») byl’iźmyi̯ (литер. byliśmy «(мы) были») и т. д. Данное явление в великопольском диалекте распространено не повсеместно. Для значительной части ареала на северо-востоке, пограничной с территорией мазовецкого диалекта, характерен глухой тип сандхи, прежде всего для кочевских и мальборских говоров, для ряда говоров (хелминско-добжинских, крайняцких и боровяцких) при глухом типе сандхи отмечается отсутствие оглушения в сложных формах (так называемый вторичный глухой тип)[36]. Звонкий тип сандхи объединяет большую часть великопольских говоров с говорами силезского и малопольского диалектов, глухой тип объединяет северныек говоры великопольского диалекта с говорами мазовецкого диалекта и литературным языком[64].
3. Произношение звонкого v в группах tv, kv, sv.
4. Отсутствие перехода конечного x в k (na nogak) как в Малопольском.
5. Произношение начального vo как u̯o или u̯e.

### Лексика
Распространение слов:
- kokot (польск. литер. kogut «петух») как и в силезском — в малопольском kogut, в мазовецком pieják;
- boguwola наряду с zofija (литер. wilga «иволга») — в силезском boguwola, в малопольском wilga, в мазовецком wywielga, wywiołga, zofija;
- wąsiona (wąsionka) (литер. gąsienica «гусеница») — в малопольском gąsienica наряду с gąska, в мазовецком — liszka;
- skorzec (литер. szpak «скворец»);
- gula, gulárz (литер. indyk «индюк»);
- gąszczák (литер. gęś «гусь»);
- proszczák (литер. prosię «поросёнок»);

Своеобразие великопольской лексики отражается в заимствованиях из немецкого языка (как и в кашубских и силезских говорах).